# 加賀一之宮站
加賀一之宮站（日语：／ Kaga-ichinomiya eki */?）是位於石川縣白山市鶴來水戶町，北陸鐵道的石川線車站（廢站）。此站被選為第2回中部車站百選之一。
在1987年以前，此站同時為金名線的終點站。在廢站後，車站大樓變成了「一之宮」巴士站的候車室。在2019年，經過翻新後，再次變成「舊加賀一之宮站」。另外，舊車站大樓成為了國家登錄有形文化財。

## 概要
在毎年除夕至元旦，均會為了白山比咩神社初詣而開設臨時列車，行走於野町站至加賀一之宮站之間。當時會有許多參拜客使用鐵路到訪該神社，成為了1年中最多人使用車站的時刻。在2009年，鶴來站以南路段廢除，此站同時廢除。
在2019年，舊加賀一之宮站成為了石川縣道302號手取川單車徑線（手取峽谷路）的休憩設施。路軌遺址變成了手取峽谷路的一部分。
車站名稱取自加賀國一宮白山比咩神社，其原址在此車站附近，在1481年（文明12年）發生火災後才遷離。站前設有「一之宮」巴的站，停靠的巴士路線均前往白山六方向（部分班次不途經）。

## 歷史
- 1927年（昭和2年）
  - 6月12日 - 金名鐵道加賀廣瀨站（日语：加賀広瀬駅）至此站之間開通[2][3]，神社前站（日语：／）啟用[7][14]。
  - 12月28日 - 金名鐵道此站至鶴來站之間開通[2][3][10]。
- 1929年（昭和4年）
  - 3月11日 - 金名鐵道此站至鶴來站之間轉讓給金澤電氣軌道（日语：金沢電気軌道）[3]。
  - 9月14日 - 此站至鶴來站之間電氣化[2][3]。
- 1937年（昭和12年）12月8日 - 站名改為加賀一之宮站[14]。
- 1940年（昭和15年） - 白山比咩神社在表參道上建設車站大樓[7]。
- 1943年（昭和18年）10月13日 - 隨著北陸鐵道成立，此站成為石川線和金名線的車站[3][4][14]。
- 1984年（昭和59年）12月12日 - 金名線全線暫停營業[3][4]。
- 1987年（昭和62年）4月29日 - 金名線此站至白山下站之間廢除[3][9][15]。同時此站成為無人車站[14]。
- 2008年（平成20年）10月23日 - 向國土交通省北陸信越運輸局（日语：北陸信越運輸局）申請把路線廢除[16]。
- 2009年（平成21年）11月1日 - 鶴來站至此站之間（2.1公里）被廢除[3][4][9]。
- 2013年（平成25年）12月 - 北陸鐵道把舊車站大樓轉讓給白山市[7]。
- 2018年（平成30年） - 站內開始進行工程。
- 2019年（令和元年）7月26日 - 舊車站大樓成為手取峽谷路的休憩設施[1][7]。
- 2021年（令和3年）2月4日 - 在官報公布，舊車站大樓登錄為國家登錄有形文化財[8]。

## 車站構造
截至車站廢除前，車站是一座地面車站，設有1面1線的單式月台。曾經由於有許多神社參拜到訪，因此站內設有自動售票機，在金名線廢除後變成無人車站。在無人化後，櫃臺和售票機的空間還存在。站內還有一些柵欄，以控制上下車乘客的人流。
在此站廢除前，此站沒有列車夜間停泊，列車會在此站折返至翌日早上首班車的起點站。在金名線還存在的時代，此站設有2面2線的月台。而日間的列車會在此站折返。
車站大樓在1940年竣工。由於大樓是白山神社總本社的門前站，因此大樓的建築物比較特別，使用了唐破風之風格和歇山頂瓦片屋頂。車站大樓外設有木製站名牌。為一座純和風建築物。在廢站後曾經計劃拆毀。但是當地居民發起反對運動而把大樓留下來。在廢站後，白山市表示目標把該大樓納入登錄有形文化財。文化審議會在2020年7月17日，向文部科學大臣萩生田光一（當時）報告，把舊加賀一之宮站登錄為登錄有形文化財（登錄之名稱為「舊北陸鐵道石川線加賀一之宮站車站大樓」）。在2021年2月4日，於官報上刊憲，該大樓正式登錄為登錄有形文化財（名稱：「舊北陸鐵道石川線加賀一之宮站車站大樓」）。這是石川縣內首個鐵路車站登錄為國家文化財產。

## 畫廊

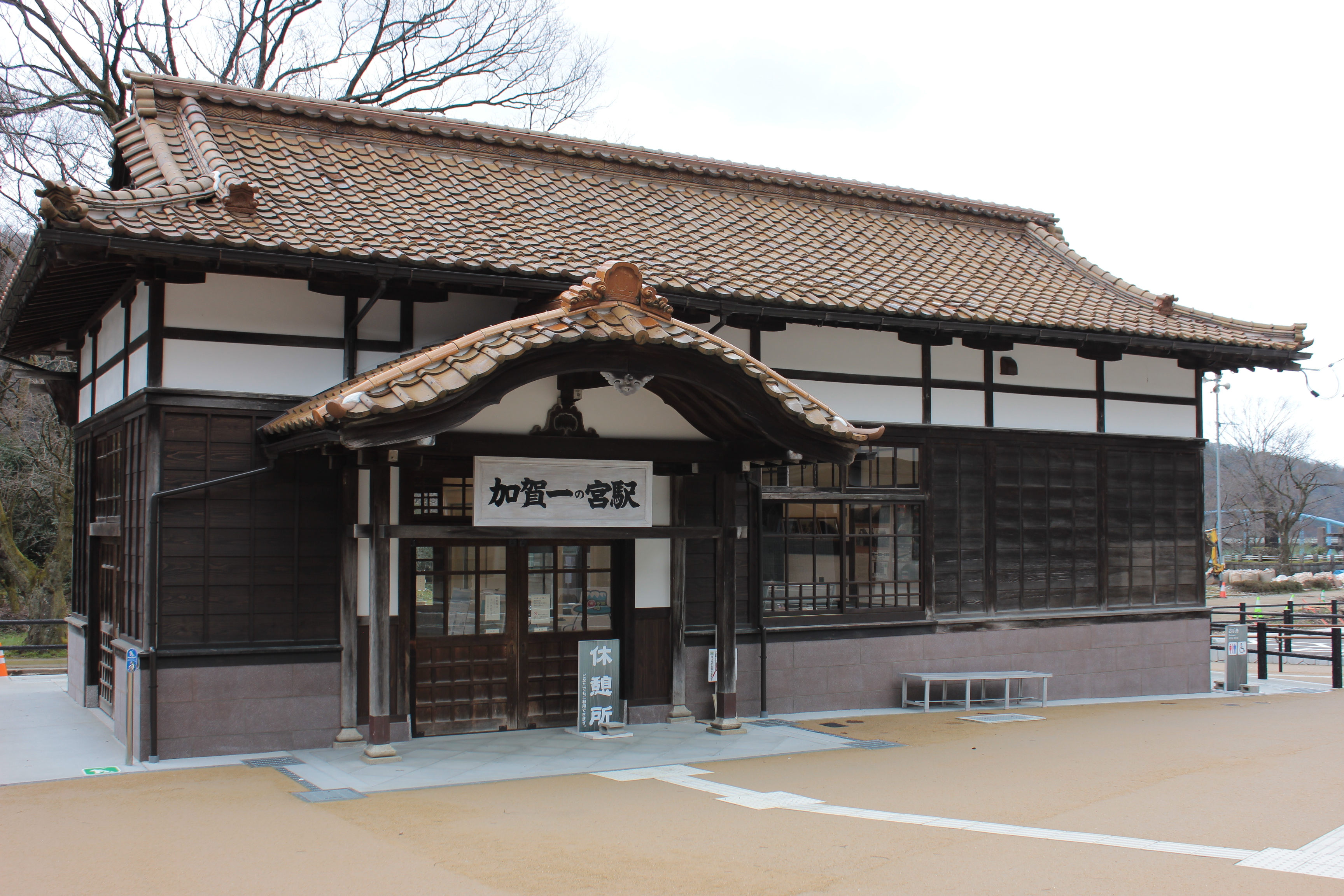
翻新後的舊加賀一之宮站（2020年3月）
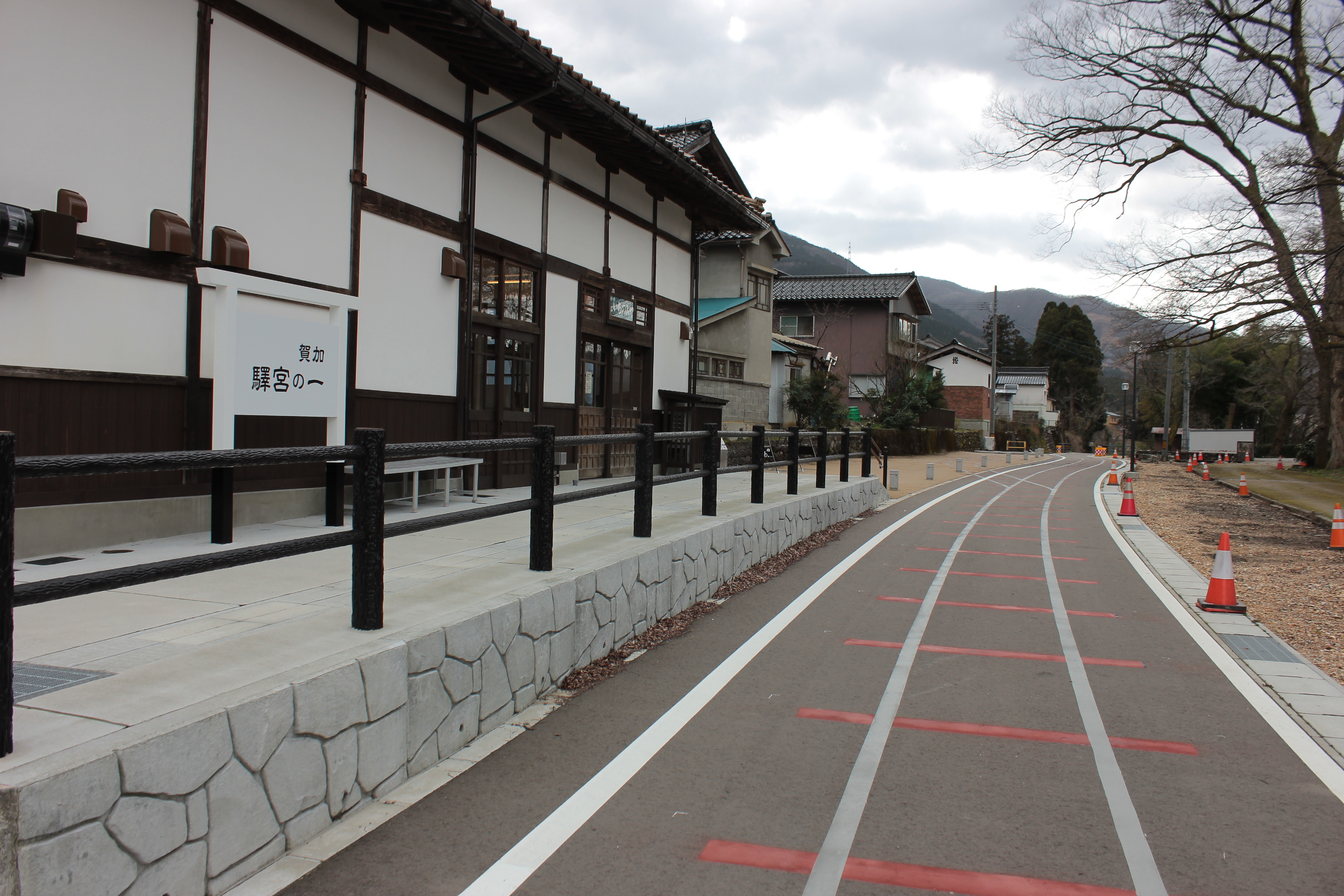
翻新後的舊月台與路軌遺址
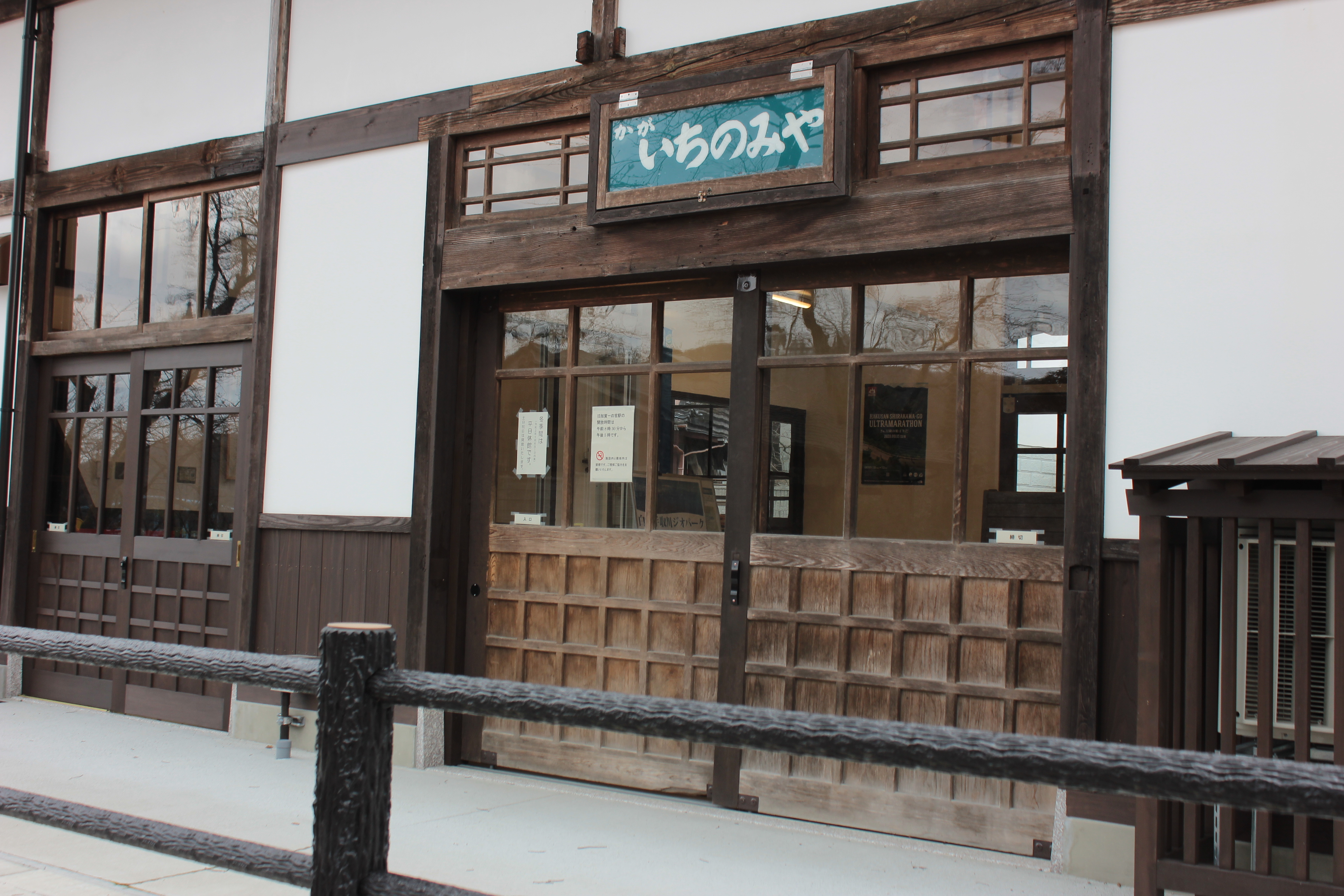
舊檢票口附近

## 使用狀況
根據「白山市統計書」。以下為在2009年廢除前，1日平均上下車人次。
| 年度   | 1日平均 上下車人次 |
| ------ | ------------------ |
| 2000年 | 49                 |
| 2001年 | 64                 |
| 2002年 | 71                 |
| 2003年 | 95                 |
| 2004年 | 105                |
| 2005年 | 79                 |
| 2006年 | 79                 |
| 2007年 | 96                 |
| 2008年 | 100                |
| 2009年 | 67                 |

## 車站周邊
- 白山比咩神社
  - 加賀國的一宮
- 道之驛白山先生（日语：道の駅しらやまさん）
- 古宮公園 - 種植了約50棵吉野櫻花樹，成為當地賞櫻名勝[22]。
- 船岡山城蹟
- 石川縣立白山青年之家

## 相鄰車站
北陸鐵道
石川線
中鶴來－加賀一之宮
金名線
加賀一之宮－手取中島

## 注腳
1. 1 2 3  旧加賀一の宮駅の供用開始について （页面存档备份，存于）（日語） - 白山市
2. 1 2 3 4  朝日 2011，第18頁.
3. 1 2 3 4 5 6 7 8 9 10  寺田 2013，第245頁.
4. 1 2 3 4  朝日 2011，第19頁.
5. 1 2  朝日 2011，第16頁.
6. 1 2 3  . 北陸新幹線で行こう!北陸・信越観光ナビ（北國新聞）. 2017-01-31  [2019-05-03] （日语）.
7. 1 2 3 4 5 6 7 8  . 北陸中日新聞Web. 2020-07-18  [2021-01-03]. （原始内容存档于2020-08-26） （日语）.
8. 1 2 3   - 線上文化遺產（文化廳） （日語）
9. 1 2 3  . 乗りものニュース. 2021-06-22  [2021-11-21]. （原始内容存档于2021-11-27） （日语）.
10. 1 2  . GetNavi web. 2021-11-21  [2021-11-21]. （原始内容存档于2021-11-21） （日语）.
11. ↑  . 朝日新聞Digital. 2018-09-04  [2021-11-21]. （原始内容存档于2021-11-21） （日语）.
12. ↑  . 北陸中日新聞Web. 2020-06-04  [2021-02-04] （日语）.
13. ↑  . 白山手取川ジオパークスタッフブログ. 2012-10-30  [2021-01-03]. （原始内容存档于2019-05-03） （日语）.
14. 1 2 3 4 5  寺田 2018，第34頁.
15. ↑  朝日 2011，第25頁.
16. ↑  . MyNavi新聞. 2008-10-31  [2019-05-03]. （原始内容存档于2021-06-14） （日语）.
17. ↑   (新闻稿). 文化庁. 2020-07-17  [2020-07-24]. （原始内容存档于2020-09-26） （日语）.
18. ↑   (PDF). 文化庁. 2020-07-17  [2020-07-24]. （原始内容存档 (PDF)于2020-10-11） （日语）.
19. ↑  平成17年度版白山市統計書 運輸・通信 石川線乗車人員（1日平均）PDF（日語） - 白山市情報統計課
20. ↑  平成19年度版白山市統計書 運輸・通信 石川線乗降人員（1日平均）PDF（日語） - 白山市情報統計課
21. ↑  平成23年度版白山市統計書 運輸・通信 石川線乗降人員（1日平均）PDF（日語） - 白山市情報統計課
22. ↑  . 中日旅行ナビぶらっ人. 2009-04-12  [2019-05-03]. （原始内容存档于2021-01-21） （日语）.

## 外部連結
- - 國指定文化財等數據庫（日語）
- うらら白山人 舊加賀一之宮站 （页面存档备份，存于）（日語） - 白山市觀光聯盟
- 加賀一之宮站（日語） - NHK存檔